# Тютин, Фёдор Анатольевич
Фёдор Анато́льевич Тю́тин (род. 19 июля 1983 года, Ижевск, СССР) — российский хоккеист, защитник. Чемпион мира 2008 года в составе сборной России. Заслуженный мастер спорта России (2009).

## Биография
Двукратный чемпион мира среди молодёжи (Чехия-2002 и Канада-2003) в составе сборной России. Чемпион мира 2008 года в составе основной сборной России.
На драфте НХЛ 2001 года выбран во 2-м раунде под общим 40-м номером командой «Нью-Йорк Рейнджерс», к которой присоединился в 2003 году.
В июле 2008 года был обменян в «Коламбус Блю Джекетс». Является одним из ведущих защитников клуба, трижды был лучшим бомбардиром среди игроков оборонительной линии (сезоны 2008/2009 (34 очка), 2010/2011 (27 очков) и 2012/2013 (22 очка)), рекордсмен клуба по количеству набранных очков (141) и результативных передач (110) среди защитников.
В конце лета 2011 года продлил с «Коламбусом» контракт на 6 лет (до конца сезона 2017/2018) на сумму $ 27млн.
Во время локаута в НХЛ в сезоне 2012/13 выступал за мытищинский «Атлант».
29 июня 2016 года «Коламбус» выкупил контракт Тютина, после чего игрок стал неограниченно свободным агентом и заключил однолетний контракт с «Колорадо Эвеланш» на $ 2 млн.
Завершил карьеру после сезона 2016/17 в возрасте 33 лет.
В сентябре 2018 года вошёл в скаутский штаб «Коламбус Блю Джекетс».
Женат, три дочери.

## Статистика
| Легенда | Легенда                    | Легенда | Легенда                   | Легенда | Легенда    |
| ------- | -------------------------- | ------- | ------------------------- | ------- | ---------- |
| И       | Количество проведённых игр | Штр     | Штрафное время            | +/−     | Плюс-минус |
| Г       | Голы                       | П       | Голевые передачи          | О       | Очки       |
| -       | Статистика неизвестна      | —       | Статистика не учитывалась |         |            |

## Достижения
- Является рекордсменом клуба «Коламбус Блю Джекетс» среди защитников по статистическим показателям:
  - Наибольшее количество сыгранных игр за сезон: 82 (2008/2009) (аналогичный результат ещё у трёх защитников клуба)
  - Наибольшее количество результативных передач: 144
  - Наибольшее количество набранных очков: 182.